# Atletica leggera ai Giochi della XIX Olimpiade - Pentathlon

Ingrid Becker (la tedesca impegnata nel Lungo e nei 200 metri)

Il pentathlon ha fatto parte del programma femminile di atletica leggera ai Giochi della XIX Olimpiade. La competizione si è svolta nei giorni 15-16 ottobre 1968 allo Stadio Olimpico Universitario di Città del Messico.

## L'eccellenza mondiale
| Campionessa olimpica e primatista mondiale | 5.246 1964 | Irina Press           | Ritir. 1966 |
| Camp.ssa europea 1966                      | 4.787      | Valentina Tikhomirova | Presente    |
| Primatista stagionale                      | 5.129      | Heidemarie Rosendahl  | Infortunata |

## Risultati
Dopo la penultima prova, il salto in lungo, la tedesca Becker riduce le distanze dalla capolista, Liese Prokop (6,43 contro 5,97).
Nella quinta e ultima gara, i 200 metri, si decidono le medaglie. Oro: la Becker scavalca la Prokop (23"5 contro 25"1) e vince il titolo. Bronzo: Annamária Tóth soffia il podio alla campionessa europea Valentina Tikhomirova (23"8 contro 24"9).

### Classifica finale
| Pos.    | Atleta                  | Età | Nazione          | Punti |
| ------- | ----------------------- | --- | ---------------- | ----- |
| Oro     | Ingrid Becker           | 26  | Germania Ovest   | 5098  |
| Argento | Liese Prokop            | 27  | Austria          | 4966  |
| Bronzo  | Annamária Tóth          | 23  | Ungheria         | 4959  |
| 4       | Valentina Tichomirova   | 27  | Unione Sovietica | 4927  |
| 5       | Manon Bornholdt         | 18  | Germania Ovest   | 4890  |
| 6       | Pat Daniels             | 25  | Stati Uniti      | 4877  |
| 7       | Inge Bauer              | 28  | Germania Est     | 4849  |
| 8       | Meta Antenen            | 19  | Svizzera         | 4848  |
| 9       | Mary Peters             | 29  | Gran Bretagna    | 4803  |
| 10      | Sue Scott-Reeve         | 17  | Gran Bretagna    | 4786  |
| 11      | Jenny Wingerson-Meldrum | 25  | Canada           | 4774  |
| 12      | Marijana Lubej          | 23  | Jugoslavia       | 4764  |
| 13      | Nina Hansen             | 26  | Danimarca        | 4738  |
| 14      | Snezhana Yurukova       | 23  | Bulgaria         | 4728  |
| 15      | Monique Bantégny        | 28  | Francia          | 4697  |
| 16      | Ann Wilson              | 19  | Gran Bretagna    | 4688  |
| 17      | Marjan Ackermans        | 26  | Paesi Bassi      | 4650  |
| 18      | Berit Berthelsen        | 24  | Norvegia         | 4649  |
| 19      | Gerda Uhlemann          | 23  | Germania Est     | 4644  |
| 20      | Aída dos Santos         | 31  | Brasile          | 4578  |
| 21      | Magalì Vettorazzo       | 26  | Italia           | 4504  |
| 22      | Cornelia Popescu        | 18  | Romania          | 4435  |
| 23      | Sieglinde Ammann        | 22  | Svizzera         | 4414  |
| 24      | Cathy Hamblin           | 15  | Stati Uniti      | 4330  |
| 25      | Lolita Lagrosas         | 30  | Filippine        | 4131  |
| 26      | Lin Chun-Yu             | 18  | Taiwan           | 4104  |
| 27      | Tien Ah-Mei             | 22  | Taiwan           | 3899  |
| 28      | Galina Sofina           | 26  | Unione Sovietica | 3828  |
| 29      | Đurđa Fočić             | 20  | Jugoslavia       | 3814  |
| 30      | Roswitha Emonts         | 23  | Belgio           | 3654  |
| 31      | Mercedes Román          | 23  | Messico          | 3604  |
| 32      | Jean Robotham           | 24  | Costa Rica       | 2909  |
| -       | Gunilla Cederström      | 25  | Svezia           |       |

### Tutte le prove
| Pos.    | Atleta                  | Totale | Prove             | 80hs      | Peso       | Alto      | Lungo     | 200m      |
| ------- | ----------------------- | ------ | ----------------- | --------- | ---------- | --------- | --------- | --------- |
| Oro     | Ingrid Becker           | 5098   | Prestazione Punti | 10"9 1061 | 11,48 819  | 1,71 1057 | 6,43 1084 | 23"5 1077 |
| Argento | Liese Prokop            | 4966   | Prestazione Punti | 11"2 1011 | 14,61 1023 | 1,68 1027 | 5,97 982  | 25"1 923  |
| Bronzo  | Annamária Tóth          | 4959   | Prestazione Punti | 10"9 1061 | 12,69 901  | 1,59 934  | 6,12 1016 | 23"8 1047 |
| 4       | Valentina Tichomirova   | 4927   | Prestazione Punti | 11"2 1011 | 14,12 993  | 1,65 996  | 5,99 986  | 24"9 941  |
| 5       | Manon Bornholdt         | 4890   | Prestazione Punti | 11"0 1044 | 12,37 880  | 1,59 934  | 6,42 1082 | 24"8 950  |
| 6       | Pat Daniels             | 4877   | Prestazione Punti | 11"4 979  | 13,33 943  | 1,65 996  | 5,97 982  | 24"5 977  |
| 7       | Inge Bauer              | 4849   | Prestazione Punti | 11"4 979  | 13,00 921  | 1,59 934  | 6,22 1038 | 24"5 977  |
| 8       | Meta Antenen            | 4848   | Prestazione Punti | 10"7 1096 | 11,06 790  | 1,62 965  | 6,30 1056 | 24"9 941  |
| 9       | Mary Peters             | 4803   | Prestazione Punti | 11"0 1044 | 15,09 1052 | 1,53 869  | 5,60 897  | 24"9 941  |
| 10      | Sue Scott-Reeve         | 4786   | Prestazione Punti | 11"0 1044 | 11,33 809  | 1,56 902  | 6,20 1034 | 24"3 997  |
| 11      | Jenny Wingerson-Meldrum | 4774   | Prestazione Punti | 11"0 1044 | 12,41 882  | 1,59 934  | 5,89 964  | 24"8 950  |
| 12      | Marijana Lubej          | 4764   | Prestazione Punti | 10"9 1061 | 10,38 741  | 1,59 934  | 6,01 991  | 23"9 1037 |
| 13      | Nina Hansen             | 4738   | Prestazione Punti | 10"9 1061 | 10,92 780  | 1,59 934  | 6,19 1031 | 25"0 932  |
| 14      | Snezhana Yurukova       | 4728   | Prestazione Punti | 11"0 1044 | 11,83 843  | 1,59 934  | 5,98 984  | 25"1 923  |
| 15      | Monique Bantégny        | 4697   | Prestazione Punti | 11"5 963  | 12,18 867  | 1,65 996  | 5,90 966  | 25"3 905  |
| 16      | Ann Wilson              | 4688   | Prestazione Punti | 11"1 1027 | 10,58 755  | 1,62 965  | 6,01 991  | 24"8 950  |
| 17      | Marjan Ackermans        | 4650   | Prestazione Punti | 11"5 963  | 12,62 896  | 1,65 996  | 5,65 908  | 25"5 887  |
| 18      | Berit Berthelsen        | 4649   | Prestazione Punti | 11"6 948  | 10,80 771  | 1,56 902  | 6,28 1051 | 24"5 977  |
| 19      | Gerda Uhlemann          | 4644   | Prestazione Punti | 11"3 995  | 12,00 855  | 1,53 869  | 6,02 993  | 25"0 932  |
| 20      | Aída dos Santos         | 4578   | Prestazione Punti | 11"6 948  | 12,41 882  | 1,59 934  | 5,50 873  | 24"9 941  |
| 21      | Magalì Vettorazzo       | 4504   | Prestazione Punti | 11"1 1027 | 10,34 738  | 1,45 780  | 5,84 952  | 24"2 1007 |
| 22      | Cornelia Popescu        | 4435   | Prestazione Punti | 12"1 876  | 11,25 803  | 1,62 965  | 5,89 964  | 26"2 827  |
| 23      | Sieglinde Ammann        | 4414   | Prestazione Punti | 11"7 933  | 10,35 739  | 1,53 869  | 6,07 1004 | 25"7 869  |
| 24      | Cathy Hamblin           | 4330   | Prestazione Punti | 11"9 904  | 10,66 761  | 1,50 836  | 5,72 924  | 25"3 905  |
| 25      | Lolita Lagrosas         | 4131   | Prestazione Punti | 11"8 918  | 9,93 708   | 1,53 869  | 5,50 873  | 27"0 763  |
| 26      | Lin Chun-Yu             | 4104   | Prestazione Punti | 11"6 948  | 9,82 700   | 1,48 814  | 5,36 839  | 26"5 803  |
| 27      | Tien Ah-Mei             | 3899   | Prestazione Punti | 11"8 918  | 9,04 640   | 1,35 660  | 5,06 767  | 25"2 914  |
| 28      | Galina Sofina           | 3828   | Prestazione Punti | 11"6 948  | 14,43 1012 | 1,59 934  | 5,76 934  | DNF 0     |
| 29      | Đurđa Fočić             | 3814   | Prestazione Punti | 11"1 1027 | 11,80 841  | 1,62 965  | 5,90 966  | 41"8 15   |
| 30      | Roswitha Emonts         | 3654   | Prestazione Punti | 11"5 963  | 12,33 877  | NM 0      | 5,81 945  | 25"7 869  |
| 31      | Mercedes Román          | 3604   | Prestazione Punti | 11"3 995  | 10,08 719  | NM 0      | 5,71 922  | 24"6 968  |
| 32      | Jean Robotham           | 2909   | Prestazione Punti | 13"4 712  | 8,73 615   | NM 0      | 4,74 686  | 25"4 896  |
| 33      | Gunilla Cederström      | -      | Prestazione Punti | 11"6 948  | 10,36 740  | 1,53 869  | NP        |           |